# Brachystegia longifolia
Brachystegia longifolia  es una especie de árbol perteneciente a la familia de las fabáceas.  Forma una parte importante de los bosques de miombo. Esta  especie  se encuentra en África tropical.

## Descripción
Es un árbol que alcanza un tamaño de 4-15 (-30) m de altura, a menudo impedido por la exposición; fuste recto, generalmente profundamente ranurado; copa redondeada a obconical o plana; principal ramificación suberecta a extendida.

## Ecología
Se encuentra en los bosques de hoja caduca; ampliamente dominante o co-dominante en la mitad sur de Tanzania, en especial en las tierras altas; normalmente en bajas colinas y laderas de la meseta ondulada bordeando llanuras estacionalmente húmedas; etc.

## Distribución
Se distribuye por Zaire y Zambia.

## Taxonomía
Brachystegia longifolia fue descrita por Burtt Davy & Hutch. y publicado en Hooker's Icones Plantarum 14: pl. 1359. 1881.